# Bauhinia petiolata
Bauhinia petiolata är en ärtväxtart som först beskrevs av Dc., och fick sitt nu gällande namn av William Jackson Hooker. Bauhinia petiolata ingår i släktet Bauhinia och familjen ärtväxter. Inga underarter finns listade i Catalogue of Life.